# Gustav Adolf Scheel
Gustav Adolf Scheel, född 22 november 1907 i Rosenberg, död 25 mars 1979 i Hamburg, var en tysk läkare och SS-Obergruppenführer. Han var Reichsstudentenführer ("riksstudentledare") för Nationalsozialistischer Deutscher Studentenbund mellan 1936 och 1945.

## Biografi
Scheel blev i maj 1940 befälhavare för Sicherheitspolizei (Sipo) och Sicherheitsdienst (SD) i Elsass, därefter i Bayern. I detta ämbete organiserade han i oktober 1940 deportationen av judarna i Karlsruhe med destination Gurs, Izbica, Theresienstadt och Auschwitz. Året därpå, 1941, utsågs han till högre SS- och polischef i Salzburg (Höhere SS- und Polizeiführer Alpenland) och senare samma år till Gauleiter och riksståthållare i Salzburg.
I Adolf Hitlers politiska testamente, undertecknat den 29 april 1945, utnämndes Scheel till Reichskultusminister (ecklesiastikminister).